# روبرت الثاني كونت أرتوا
روبرت الثاني (بالفرنسية: Robert II d'Artois)‏ (سبتمبر 1250 - 11 يوليو 1302) كان كونت أرتوا، هو ابن روبرت الأول كونت أرتوا وماتيلدا من برابانت، هو ابن شقيق سانت لويس، توفي في معركة الرماح الذهبية.
تزوج من أميسي دي كورتيناي أنجبت له:-
- ماهوت (ماتيلدا) (1329-1268).
- فيليب (1298-1269).
- روبرت (1271، توفي صغيراً).

بعد وفاة أميسي تزوج من أغنيس ابنة أرشمبياد التاسع، لورد بوربون، ومن بعدها مارغريت من هينو، عند وفاته ورث ابنته الكبرى إقطاعية، حاول حفيده روبرت الثالث ولكن دون جدوى.